# Triturus
Triturus là một chi sa giông được tìm thấy từ đảo Anh qua phần lớn châu Âu tới cực tây Siberia, Tiểu Á, và khu vực biển Caspi. Các loài trong chi này sống và sinh sản trong các hồ nhiều thực vật thủy sinh hoặc môi trường bán thủy sinh trong vòng 2 đến 6 tháng và dành phần còn lại của năm sống ở vùng đất cạn nhiều bóng râm gần với nơi sinh đẻ của chúng. Con đực hấp dẫn con cái bằng vẻ bề ngoài, sau đó, con đực thả một bọc tinh và con cái đón lấy. Sau sự thụ tinh, con cái đẻ từ 200-400 trứng, mỗi trứng được gắn riêng lẽ lên lá của cây thủy sinh. Ấu trùng phát triển từ hai đến bốn tháng trước khi biến thái thành dạng con non sống trên mặt đất. Các loài trong chi này được gọi bằng các tên như marbled newt (sa giông vân cẩm thạch) và crested newt (sa giông mào) trong tiếng Anh.
Trước đây, hầu hết chi sa giông châu Âu từng bị gộp vào Triturus, nhưng các nhà phân loại học đã tách Ichthyosaura, Lissotriton, Ommatotriton thành các chi riêng biệt. Họ hàng gần nhất của chi này là Calotriton. Hai loài sa giông vân cảm thạch và sáu loài sa giông mào, tạo nên các phân loài nhỏ hơn, được công nhận hiện nay, thêm vào đó còn có một loài sa giông mào bị nghi ngờ.
Dù hiện không bị de dọa nghiêm trọng, các loài Triturus đang suy giảm số lượng bởi mất môi trường sống và gián đoạn sinh cảnh. Tất cả các loài được pháp luật bảo vệ tại châu Âu.

## Phân loại
Tên chi Triturus được đề xuất bởi học giả Constantine Samuel Rafinesque năm 1815. Loài điển hình, Triturus cristatus, ban đầu được mô tả dưới tên Triton cristatus bởi Josephus Nicolaus Laurenti năm 1768, như Linnaeus trước đó đã dùng tên Triton cho một chi ốc biển.
Tới tận cuối thế kỷ 20, hầu hết các loài sa giông châu Âu được đặt trong Triturus, chi này về cơ bản đã được tái xem xét sau khi được chứng minh là một nhóm đa ngành. Ba chi đã được tách ra khỏi Triturus là: Lissotriton Ommatotriton và Ichthyosaura. Họ hàng gần nhất của chúng là chi Calotriton.
|  | T. karelinii                                                                               |
|  |                                                                                            |
|  | \| \| T. ivanbureschi - miền đông \| \| \| \| \| \| T. ivanbureschi - miền tây \| \| \| \| |
|  |                                                                                            |
|  | T. ivanbureschi - miền đông                                                                |
|  |                                                                                            |
|  | T. ivanbureschi - miền tây                                                                 |
|  |                                                                                            |

|  | T. ivanbureschi - miền đông |
|  |                             |
|  | T. ivanbureschi - miền tây  |
|  |                             |

|  | T. carnifex    |
|  |                |
|  | T. macedonicus |
|  |                |

|  | T. cristatus  |
|  |               |
|  | T. dobrogicus |
|  |               |

|  | T. carnifex    |
|  |                |
|  | T. macedonicus |
|  |                |

|  | T. cristatus  |
|  |               |
|  | T. dobrogicus |
|  |               |

|  | T. karelinii                                                                               |
|  |                                                                                            |
|  | \| \| T. ivanbureschi - miền đông \| \| \| \| \| \| T. ivanbureschi - miền tây \| \| \| \| |
|  |                                                                                            |
|  | T. ivanbureschi - miền đông                                                                |
|  |                                                                                            |
|  | T. ivanbureschi - miền tây                                                                 |
|  |                                                                                            |

|  | T. ivanbureschi - miền đông |
|  |                             |
|  | T. ivanbureschi - miền tây  |
|  |                             |

|  | T. carnifex    |
|  |                |
|  | T. macedonicus |
|  |                |

|  | T. cristatus  |
|  |               |
|  | T. dobrogicus |
|  |               |

|  | T. carnifex    |
|  |                |
|  | T. macedonicus |
|  |                |

|  | T. cristatus  |
|  |               |
|  | T. dobrogicus |
|  |               |

|  | T. marmoratus |
|  |               |
|  | T. pygmaeus   |
|  |               |

|  | T. karelinii                                                                               |
|  |                                                                                            |
|  | \| \| T. ivanbureschi - miền đông \| \| \| \| \| \| T. ivanbureschi - miền tây \| \| \| \| |
|  |                                                                                            |
|  | T. ivanbureschi - miền đông                                                                |
|  |                                                                                            |
|  | T. ivanbureschi - miền tây                                                                 |
|  |                                                                                            |

|  | T. ivanbureschi - miền đông |
|  |                             |
|  | T. ivanbureschi - miền tây  |
|  |                             |

|  | T. carnifex    |
|  |                |
|  | T. macedonicus |
|  |                |

|  | T. cristatus  |
|  |               |
|  | T. dobrogicus |
|  |               |

|  | T. carnifex    |
|  |                |
|  | T. macedonicus |
|  |                |

|  | T. cristatus  |
|  |               |
|  | T. dobrogicus |
|  |               |

|  | T. karelinii                                                                               |
|  |                                                                                            |
|  | \| \| T. ivanbureschi - miền đông \| \| \| \| \| \| T. ivanbureschi - miền tây \| \| \| \| |
|  |                                                                                            |
|  | T. ivanbureschi - miền đông                                                                |
|  |                                                                                            |
|  | T. ivanbureschi - miền tây                                                                 |
|  |                                                                                            |

|  | T. ivanbureschi - miền đông |
|  |                             |
|  | T. ivanbureschi - miền tây  |
|  |                             |

|  | T. carnifex    |
|  |                |
|  | T. macedonicus |
|  |                |

|  | T. cristatus  |
|  |               |
|  | T. dobrogicus |
|  |               |

|  | T. carnifex    |
|  |                |
|  | T. macedonicus |
|  |                |

|  | T. cristatus  |
|  |               |
|  | T. dobrogicus |
|  |               |

|  | T. marmoratus |
|  |               |
|  | T. pygmaeus   |
|  |               |

|  | T. karelinii                                                                               |
|  |                                                                                            |
|  | \| \| T. ivanbureschi - miền đông \| \| \| \| \| \| T. ivanbureschi - miền tây \| \| \| \| |
|  |                                                                                            |
|  | T. ivanbureschi - miền đông                                                                |
|  |                                                                                            |
|  | T. ivanbureschi - miền tây                                                                 |
|  |                                                                                            |

|  | T. ivanbureschi - miền đông |
|  |                             |
|  | T. ivanbureschi - miền tây  |
|  |                             |

|  | T. carnifex    |
|  |                |
|  | T. macedonicus |
|  |                |

|  | T. cristatus  |
|  |               |
|  | T. dobrogicus |
|  |               |

|  | T. carnifex    |
|  |                |
|  | T. macedonicus |
|  |                |

|  | T. cristatus  |
|  |               |
|  | T. dobrogicus |
|  |               |

|  | T. karelinii                                                                               |
|  |                                                                                            |
|  | \| \| T. ivanbureschi - miền đông \| \| \| \| \| \| T. ivanbureschi - miền tây \| \| \| \| |
|  |                                                                                            |
|  | T. ivanbureschi - miền đông                                                                |
|  |                                                                                            |
|  | T. ivanbureschi - miền tây                                                                 |
|  |                                                                                            |

|  | T. ivanbureschi - miền đông |
|  |                             |
|  | T. ivanbureschi - miền tây  |
|  |                             |

|  | T. carnifex    |
|  |                |
|  | T. macedonicus |
|  |                |

|  | T. cristatus  |
|  |               |
|  | T. dobrogicus |
|  |               |

|  | T. carnifex    |
|  |                |
|  | T. macedonicus |
|  |                |

|  | T. cristatus  |
|  |               |
|  | T. dobrogicus |
|  |               |

|  | T. marmoratus |
|  |               |
|  | T. pygmaeus   |
|  |               |

|  | T. karelinii                                                                               |
|  |                                                                                            |
|  | \| \| T. ivanbureschi - miền đông \| \| \| \| \| \| T. ivanbureschi - miền tây \| \| \| \| |
|  |                                                                                            |
|  | T. ivanbureschi - miền đông                                                                |
|  |                                                                                            |
|  | T. ivanbureschi - miền tây                                                                 |
|  |                                                                                            |

|  | T. ivanbureschi - miền đông |
|  |                             |
|  | T. ivanbureschi - miền tây  |
|  |                             |

|  | T. carnifex    |
|  |                |
|  | T. macedonicus |
|  |                |

|  | T. cristatus  |
|  |               |
|  | T. dobrogicus |
|  |               |

|  | T. carnifex    |
|  |                |
|  | T. macedonicus |
|  |                |

|  | T. cristatus  |
|  |               |
|  | T. dobrogicus |
|  |               |

|  | T. karelinii                                                                               |
|  |                                                                                            |
|  | \| \| T. ivanbureschi - miền đông \| \| \| \| \| \| T. ivanbureschi - miền tây \| \| \| \| |
|  |                                                                                            |
|  | T. ivanbureschi - miền đông                                                                |
|  |                                                                                            |
|  | T. ivanbureschi - miền tây                                                                 |
|  |                                                                                            |

|  | T. ivanbureschi - miền đông |
|  |                             |
|  | T. ivanbureschi - miền tây  |
|  |                             |

|  | T. carnifex    |
|  |                |
|  | T. macedonicus |
|  |                |

|  | T. cristatus  |
|  |               |
|  | T. dobrogicus |
|  |               |

|  | T. carnifex    |
|  |                |
|  | T. macedonicus |
|  |                |

|  | T. cristatus  |
|  |               |
|  | T. dobrogicus |
|  |               |

|  | T. marmoratus |
|  |               |
|  | T. pygmaeus   |
|  |               |